# Liste von Renaissancebauwerken in Österreich
Die Liste von Renaissancebauwerken in Österreich soll einen möglichst vollständigen Überblick über Bauwerke der Renaissance in Österreich geben. Die Liste ist nach Bundesländern geordnet.
Manche der angeführten Gebäude ließen sich durchaus auch als zum Manierismus bzw. zum (Früh-)Barock gehörig einordnen, vor allem da sich eine klare Trennlinie zwischen Renaissance und Barock nicht eindeutig festlegen lässt (siehe daher auch Liste von Barockbauwerken in Österreich).

## Kärnten
- Burg Hochosterwitz in Sankt Georgen am Längsee, um 1570–1586
- Burg Landskron in Villach (Ortschaft St. Andrä am Ossiachersee), um 1542–1552 umgebaut, heute (Teil-)Ruine
- Schloss Porcia in Spittal an der Drau, 1533–1598 für Graf Gabriel von Salamanca-Ortenburg

## Niederösterreich
- Eggenburg, 1547, Sgraffitohaus

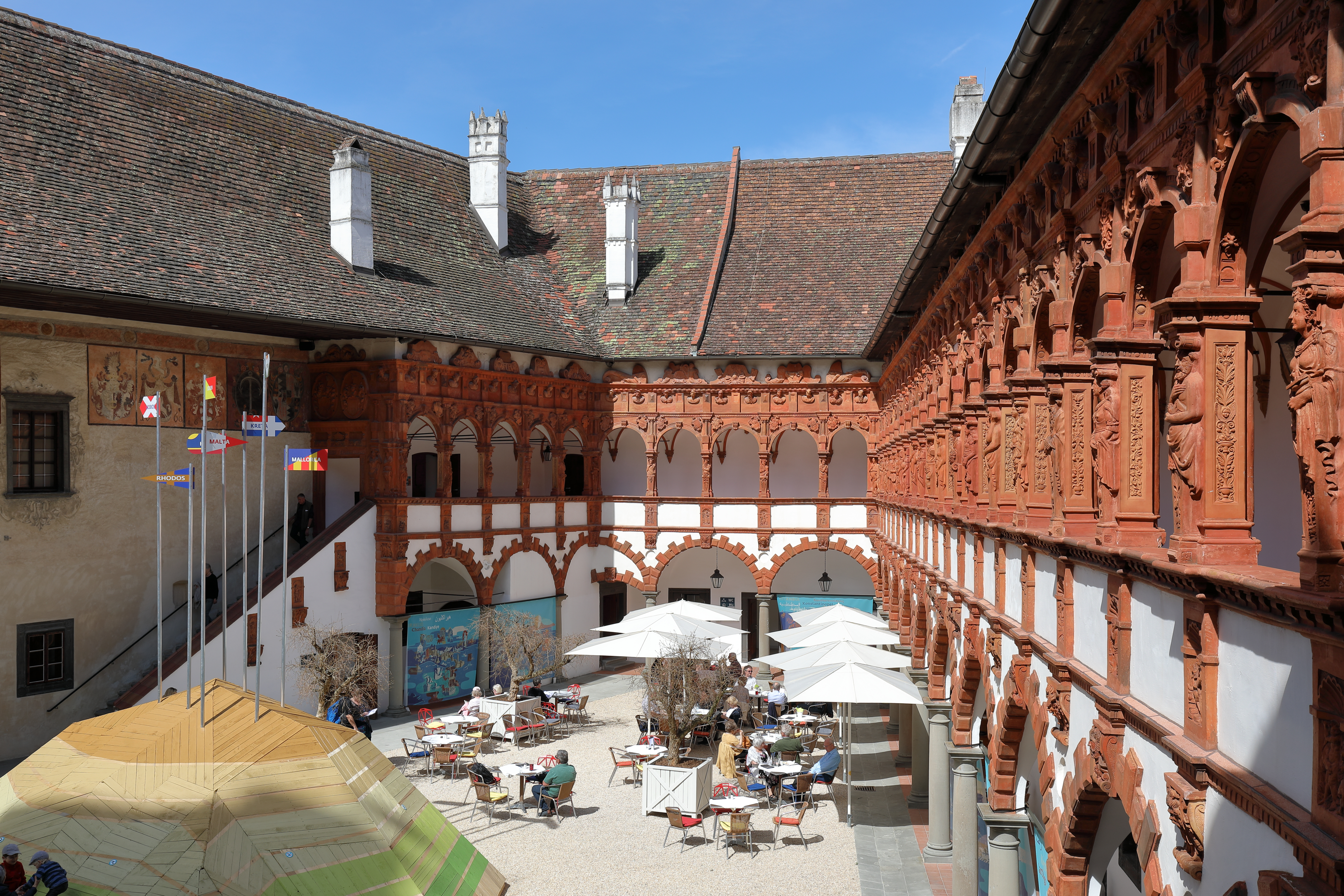
Arkadenhof der Schallaburg (April 2018)

- Gmünd (Bürgerliches Wohnhaus mit Sgraffito, Stadtplatz 31, 2. H. 16. Jh.)[1]
- Gmünd (Bürgerliches Wohnhaus mit Sgraffito, Stadtplatz 33, 2. H. 16. Jh.)[1]
- Hadersdorf, nach 1574, Rathaus
- Horn, 1583, Sgraffitohaus (Kirchenplatz 3)
- Korneuburg, 1582, Stockerauer Straße 19, ehemals Gasthof Zum weißen Wolf
- Krems, 1553–1557 (Bürgerliches Wohnhaus, „Gattermannhaus“, Untere Landstraße 52), siehe Denkmallisteneintrag
- Langenlois, 1548, Rudolfstraße 1 (ehemals Gasthof zur weißen Rose)
- Mautern (Bürgerliches Wohnhaus, Kirchengasse 1, 2. H. 16. Jh)
- Melk (Bürgerliches Wohnhaus, Hauptstraße 13, 2. H. 16. Jh.)
- Pöggstall (um 1550) Meierhof (Tavernplatz 4)
- Mödling, 1548, Altes Rathaus
- Pulkau, 1580, Roter Hof
- Schloss Fünfkirchen ab 1602 im nordöstlichen Weinviertel erbaut
- Schloss Greillenstein in Röhrenbach, um 1570–1590
- Schloss Orth (nach 1529)
- Schloss Rosenburg in Rosenburg-Mold, 1593–1597 durch Umbau einer älteren gotischen Burg.
- Schallaburg in Schollach, 1572–1600 durch Umbau einer älteren Burg
- St. Michael (Westturm der Wehrkirche, Mitte 16. Jh.)
- Stein, 1536, Kaiserliches Mauthaus
- Stein, 1573, Kleiner Passauer Hof
- Stein, 1595–1599, Holzingerhaus, Steiner Landstraße 90
- Tulln, (Bürgerliches Wohnhaus, Hauptplatz 8, 1562–1575)
- Retz, Verderberhaus (2 H. 16. Jh)
- Waidhofen, 3. Drittel 16. Jh., Bezirksgericht
- Weitra, 1580, Sgraffitohaus (Rathausplatz 4)
- Wiener Neustadt (Bürgerliches Wohnhaus, Neunkirchner Straße 19, 1583)
- Wiener Neustadt (Bürgerliches Wohnhaus, Hauptplatz 14, 1584)

## Oberösterreich

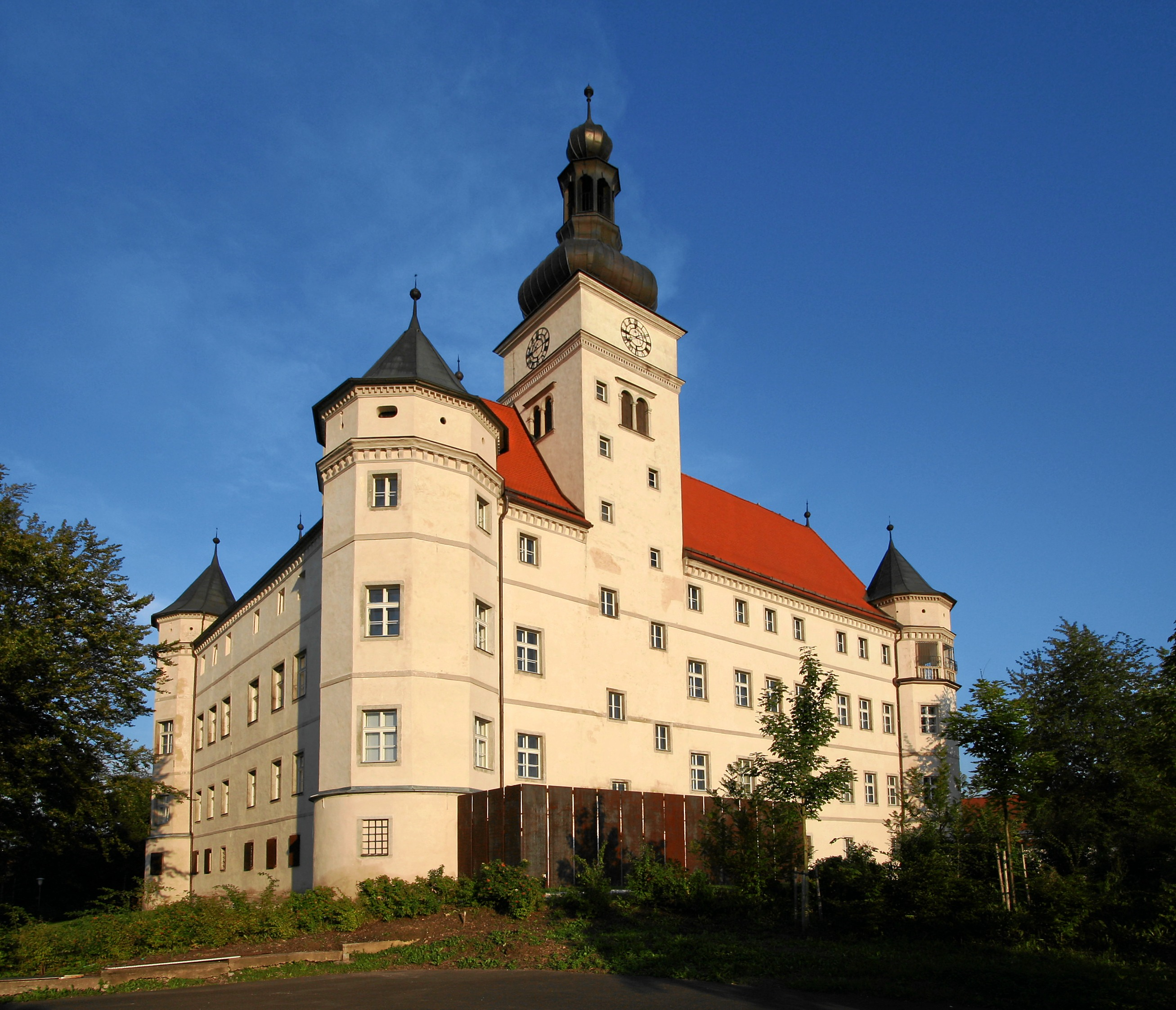
Schloss Hartheim

- Aistersheim, Schloss Aistersheim, Umbau zum Renaissanceschloss in den Jahren 1520–1600
- Enns, Stadtturm, 1564–1568 (Baumeister Hans von Matz)
- Enns (Bürgerliches Wohnhaus, Linzer Straße 4, 1557)[2]
- Enns (Zweite landesfürstliche Burg; um 1566)[3]
- Enns (Bürgerliches Wohnhaus, Linzer Straße 18a; um 1565, Wohnhaus des Baumeisters Hans von Matz)[4]
- Enns (Bürgerliches Wohnhaus mit Sgraffito, Bäckergasse 1, 1572)
- Hartheim, Schloss Hartheim, Alkoven um 1590
- Linz, Linzer Landhaus, Arkadenhof und Nordportal, 1568–1574
- Linz, Kremsmünsterer Stiftshaus, 1579/80 erbaut von Christoph Canevale
- Offenhausen, Pfarrkirche Offenhausen, Wiederaufbau der im Dreißigjährigen Krieg zerstörten gotischen Kirche im Renaissance-Stil bis 1687, Inneneinrichtung und Altäre bereits barock
- Offenhausen, Schloss Würting, Umbau vom gotischen Wasserschloss zum Renaissanceschloss unter Christoph Weiß bis 1610
- Steyr, Aichetschlössl, 2. H. 16. Jh
- Steyr (Bürgerliches Wohnhaus, Pfarrgasse 1, 1582)[5]
- Steyr, ehemaliges Stadtschreiberhaus[6] (Stadtplatz Nr. 29 – Ennskai Nr. 30), 2. H. 16. Jh
- Steyr, Schloss Engelseck, um 1500
- Steyr, Innerberger Stadel (Steyr), ehemaliger Lebensmittelspeicher von um 1612/13
- Steyr, Lebzelterhaus (Steyr), Patrizierhaus, ca. 1567
- Steyr, Dunklhof, Arkadenhof von um 1520/25
- Steyr, Neutor (Steyr), Stadttor nach 1572
- Steyr, Schnallentor, Steyrer Stadttor, erste Hälfte des 16. Jahrhunderts
- Steyr, Taborfriedhof, Steyrer Großfriedhof, älteste Teile von 1584

## Salzburg
- Salzburg, Mausoleum des Fürstbischofs Wolf Dietrich von Raitenau in Salzburg, 1597–1603, im von ihm errichteten Sebastiansfriedhof (1595–1600)
- Salzburg, Bürgerspital St. Blasius, 1560, Errichtung des Arkadentrakts

## Steiermark
- Admont, Schloss Admontbichl

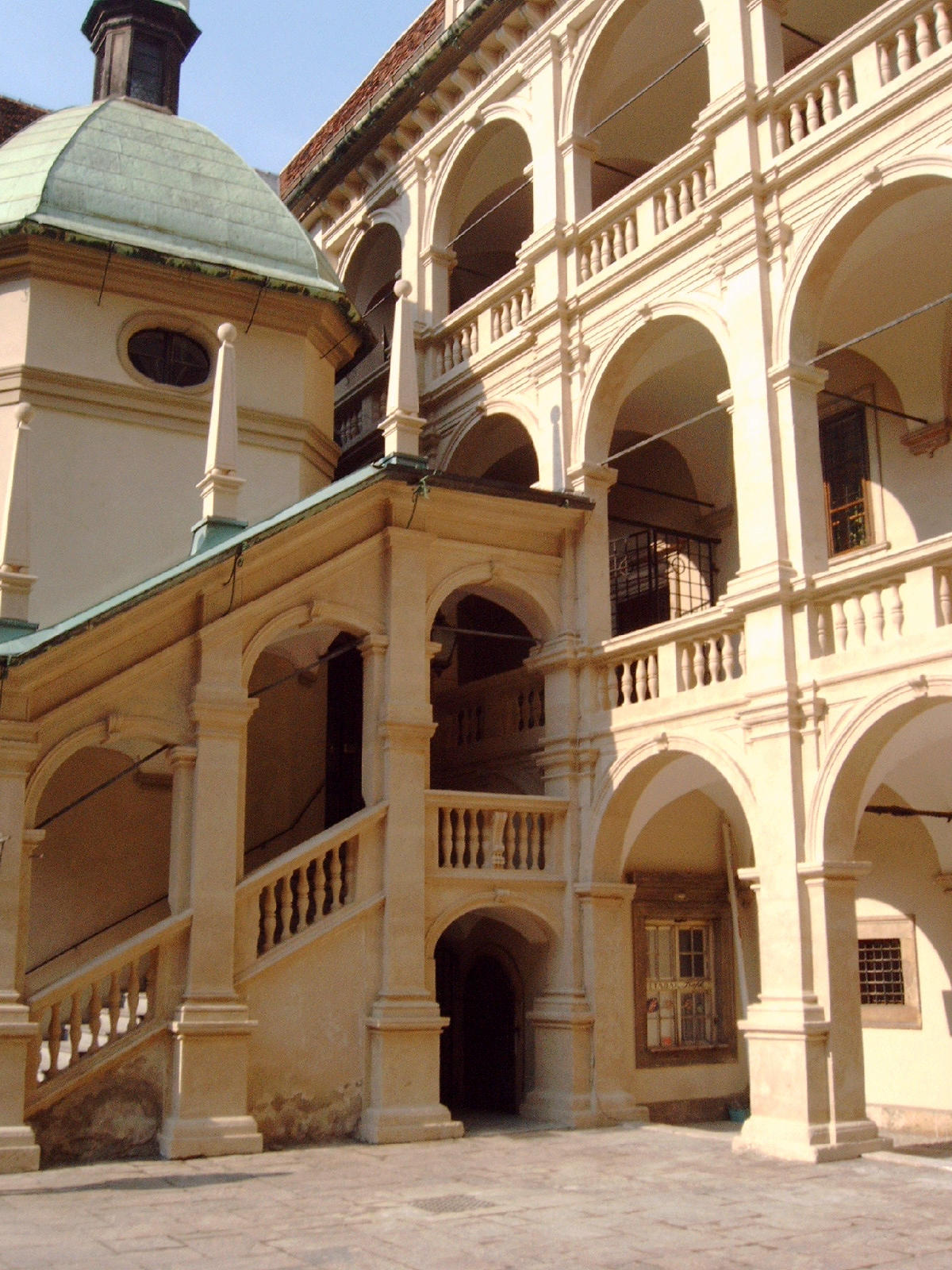
Arkadenhof im Grazer Landhaus (Oktober 2005)

- Bad Radkersburg, Palais Herberstorff, erbaut von Giovanni Battista della Porta de Riva 1583
- Bad Radkersburg, Zeughaus, erbaut von Baumeister Karl Marbl 1588
- Bruck an der Mur, Renaissance-Tabernakelpfeiler, 1606, siehe Denkmallisteneintrag
- Grazer Landhaus, Haupttrakt 1557–1565
- Hartberg, Schloss Hartberg, 1576 bis 1584
- Liezen, Schloss Grafenegg (um 1600)
- Mausoleum Erzherzog Karls II. in Seckau, 1590–1600
- Mausoleum Kaiser Ferdinands II. in Graz, 1614–1638 (endgültig fertiggestellt 1714)
- Mausoleum Ruprechts und Wolffs von Eggenberg in Ehrenhausen, begonnen 1609, vollendet 1680–1693
- Schloss Freiberg, im 17. Jh. zum Renaissanceschloss ausgebaut
- Graz, Priesterseminar, Baubeginn um 1580

## Tirol
- Innsbruck, Spanischer Saal (1570–1571) in Schloss Ambras
- Thaur, 1589, Lorettokapelle
- Tratzberg, Schloss Tratzberg (3. V. 16. Jh.)

## Vorarlberg
- Feldkirch, Churertor, 1591 erhält es seinen Ziergiebel
- Götzis, 1584, Jonas-Schlössle
- Hohenems, 1562–1567, Palast Hohenems
- Koblach, 1579, Ansitz Birkach
- Lochau, 1585, Schloss Hofen
- Zwischenwasser, 1601, Ansitz Weißenberg

## Wien
- Hofburg: Schweizertor 1552–1553, Amalienburg 1575–1577, Stallburg um 1558–1569
- Lutherische Stadtkirche, 1582–1583, erbaut als Klosterkirche des Königinklosters
- Wien (Bürgerliches Wohnhaus, Am Gestade 5, 2. H. 16. Jh.)
- Schloss Neugebäude, ab 1569 für Maximilian II., heute mehr oder weniger verfallen
- Palais Niederösterreich, vormals Niederösterreichisches Landhaus, umgebaut 1540–1586 durch Hans Saphoy, im frühen 19. Jahrhundert klassizistisch umgebaut
- Portal der Salvatorkapelle beim Alten Rathaus, um 1520